# Xã Hanson, Quận Hanson, South Dakota
Xã Hanson (tiếng Anh: Hanson Township) là một xã thuộc quận Hanson, tiểu bang Nam Dakota, Hoa Kỳ. Năm 2010, dân số của xã này là 272 người.